# Jaime Jaramillo Uribe
Jaime Jaramillo Uribe (Abejorral, Antioquia; 1 de enero de 1917-Bogotá; 25 de octubre de 2015) fue un historiador colombiano.
Es considerado como pionero, orientador y maestro de la profesionalización de la Historia de Colombia. Por ello, es considerado el historiador más importante de Colombia y el “padre de la Nueva historia en Colombia”. Fundó el departamento de historia de la Universidad Nacional de Colombia, y el Anuario Colombiano de Historia Social y de la Cultura (1963). Fue también director de la revista Razón y Fábula de la Universidad de los Andes, y director científico del Manual de Historia de Colombia (Colcultura 1978-1980).

## Estudios
Realizó sus estudios primarios en Pereira. Estudió en la Escuela Normal Central de Bogotá donde recibió el título de maestro en 1937. Pensó inicialmente en optar por estudiar entre Medicina y Derecho, pero después de escuchar al profesor José Francisco Socarrás decidió entrar a la Normal Superior donde se graduó de Licenciado en Ciencias sociales en 1941. Entre 1942 y 1946 estudió Derecho en las universidades Externado de Colombia, donde comenzó sus estudios, y Libre, donde los continuó. Sin embargo, antes de graduarse viajó, entre 1946 y 1948, a Francia, para tomar cursos en Sociología e Historia en la Universidad de París, la Sorbona. De regreso al país, terminó sus estudios como abogado y se graduó en 1951 en la Universidad Libre con la tesis Censo Industrial de Colombia.

## Biografía
Jaime Jaramilo, aunque nació en Abejorral, se crio en Pereira y, tras la muerte de sus padres, se trasladó a Bogotá. Entre 1942 y 1946 fue profesor de Sociología en la Escuela Normal Central. Luego de su viaje a Francia, regresó la Escuela Normal, dirigida entonces por el poeta Rafael Maya, no quiso volverlo a vincular, y pocos días después del 9 de abril de 1948, fue destituido por "comunista" de un empleo temporal en la Conferencia Panamericana. Entre otros trabajos, fue profesor de geografía económica y economía en la recién fundada Universidad de los Andes. Poco después terminó sus estudios como abogado y se graduó en 1951 en la Universidad Libre con la tesis Censo Industrial de Colombia.
En 1952, el mismo año en que se casó con la antropóloga Yolanda Mora, se vinculó al Instituto de Filosofía y Letras de la Universidad Nacional. Allí recibió la invitación de participar en una historia general de las ideas de América Latina que se preparaba en México, y comenzó a escribir "El pensamiento colombiano en el siglo XIX", que terminó en 1954 en Hamburgo, cuando estaba de profesor visitante en esta Universidad. En esta ciudad, además, nació su primer hijo, el pintor Lorenzo Jaramillo. Volvió a Colombia en 1957, vinculado a la Universidad Nacional, de la cual fue Secretario General de 1958 a 1960. En 1959 nació su segunda hija, la actriz Rosario Jaramillo.
En 1960 volvió a la Facultad de Filosofía y Letras como profesor de historia, y allí realizó una importante e influyente tarea, que lo convirtió en el orientador principal de una transformación de fondo en la orientación de la historiografía colombiana, que condujo a la formación de la llamada "Nueva Historia". Allí creó el Anuario Colombiano de Historia Social y de la Cultura, que en su mismo título anunciaba el cambio de énfasis desde la historia política a la historia de las ideas, la cultura y la sociedad. En esta revista, que dirigió entre 1963 y 1970, publicó sus primeros trabajos de historia social, dedicados a la demografía indígena, las relaciones entre esclavos y señores, la emancipación de los esclavos, el movimiento artesanal en el siglo XIX y otros temas similares. Cuando se creó en 1965 la Facultad de Ciencias Humanas promovió la creación del Departamento de Historia y fue su primer director. En estos años tuvo entre sus alumnos a los que él mismo consideró "el primer grupo de historiadores profesionales de formación especializada" del país. En sus "Memorias Intelectuales" menciona entre sus alumnos a Germán Colmenares, Jorge Orlando Melo, Hermes Tovar Pinzón, Margarita González, Víctor Álvarez y Jorge Palacios, todos ellos notables representantes del grupo de la "nueva historia".
En 1971 Jaramillo se retiró de la Universidad Nacional y se vinculó a la Universidad de los Andes, donde fue decano de la Facultad de Filosofía y Letras y profesor en el Centro de Estudios de Desarrollo Económico (CEDE) y en el Departamento de Historia, por más de treinta años.
Además de su vinculación a las universidades colombianas, Jaime Jaramillo fue profesor visitante en las Universidades de Hamburgo (1954), Vanderbilt University (1967) y Oxford (1975-76). Fue además embajador de Colombia en Alemania en 1977 y 1978 y director del Centro Regional para el Fomento del Libro en la América Latina, CERLALC (1980-1984).
Su obra hace énfasis especial en los estudios de historia de las ideas en Colombia, así como el análisis de varios aspectos de historia social: las relaciones entre grupos étnicos, las organizaciones artesanales y la educación. Su obra muestra la influencia de sociólogos e historiadores sociales y de la cultura, como Ernst Cassirer, Max Weber, Jakob Burckhardt así como de los historiadores franceses Marc Bloch, Lucien Febvre y Fernand Braudel.
Sus investigaciones le valieron la Orden de Boyacá en 1993 y dos doctorados “honoris causa” de la Universidad Nacional de Colombia y la Universidad de los Andes.

## Libros publicados
- El pensamiento colombiano en el siglo XIX, 1964
- Entre la historia y la filosofía, 1968
- Algunos aspectos de la personalidad histórica de Colombia, 1969
- Ensayos sobre historia social colombiana, 1969
- Historia de la pedagogía como historia de la cultura, 1970
- Antología del pensamiento político colombiano, 1970
- Ensayos de historia social colombiana, 1972
- La personalidad histórica de Colombia y otros ensayos, 1977
- Tendencias científicas y frecuencias temáticas del pensamiento histórico latinoamericano, 1980
- Ensayos de historia social, 1989, 2 vols. vol. 1 La sociedad neogranadina, vol. 2 Temas americanos y otros ensayos
- De la sociología a la historia, 1994
- Travesías por la historia: antología, 1997
- Historia, sociedad y cultura : ensayos y conferencias, 2002
- Memorias intelectuales, 2007
- Hijos de la oscuridad ,2012

En coautoría
- Historia de Pereira, 1963, Edición del Club Rotario de Pereira
- Colombia hoy, 1978
- Manual de historia de Colombia, 1979
- Pensar la cultura: los nuevos retos de la historia cultural, 2004